# Kaisheim
Kaisheim là một đô thị ở huyện Donau-Ries trong bang Bayern nước Đức. Đô thị Kaisheim có diện tích 41,56 km². Kaisheim có dân số 4291 người (cuối năm 2006).